# Alice Meynell
Alice Thompson Meynell (Barnes, 11 ottobre 1847 – Londra, 27 novembre 1922) è stata una poetessa inglese, moglie dell'editore Wilfrid Meynell.

## Opere
- Preludes (1875) poems
- The Rhythm of Life (1893)
- Poems di Francis Thompson (1893)
- Holman Hunt (1893)
- Selected Poems of Thomas Gordon Hake (1894)
- The Color of Life and other Essays (1896)
- Poetry of Pathos and Delight di Coventry Patmore (1896)
- The Flower of the Mind (1897)
- The Children (1897) essays
- The Spirit of Place (1898)
- London Impressions (1898)
- Ruskin (1900)
- Later Poems (1901)
- The Work of John S. Sargent (1903)
- Essays (1914)
- The Second Person Singular (1921)
- The Poems of Alice Meynell (Oxford University Press, 1940)
- Prose and Poetry (1947)